# Salmon River Meadow Indian Reserve 7
Salmon River Meadow Indian Reserve 7 är ett reservat i Kanada.   Det ligger i provinsen British Columbia, i den sydvästra delen av landet, 3 600 km väster om huvudstaden Ottawa.
I omgivningarna runt Salmon River Meadow Indian Reserve 7 växer i huvudsak barrskog. Trakten runt Salmon River Meadow Indian Reserve 7 är nära nog obefolkad, med mindre än två invånare per kvadratkilometer.